# شهرداری لوچکا دولینا
شهرداری لوچکا دولینا (به لاتین: Municipality of Loška Dolina) یک منطقهٔ مسکونی در اسلوونی است که در اسلوونی واقع شده‌است. شهرداری لوچکا دولینا ۱۶۶٫۸ کیلومتر مربع مساحت و ۳٬۶۴۰ نفر جمعیت دارد.